# خان بيتشة بن
خان بيتشة بن (بالفارسية: کاروانسرای پیچه بن) هو خان تاريخي يعود إلى عصر القاجاريين، ويقع في بيتشة، بمحافظة قزوين.